# Käthe Miethe
Käthe Miethe (* 11. März 1893 in Rathenow; † 12. März 1961 in Ahrenshoop) war eine deutsche Journalistin, Schriftstellerin und Übersetzerin.

## Leben
Käthe Miethe (eigentlich: Katharine Ottilie Ella Miethe) war die Tochter des Chemikers und Physikers Adolf Miethe (1862–1927) und dessen Ehefrau Marie, geb. Müller (1866–1946). Als ihr Vater 1899 einen Ruf an die Königlich Technische Hochschule Charlottenburg erhielt, zog die Familie von Braunschweig nach Charlottenburg.
Käthe Miethe besuchte von 1902 bis 1909 die Höhere Mädchenschule, wurde von 1910 bis 1914 zur Bibliothekarin ausgebildet und arbeitete bis Februar 1916 in der Berliner Stadtbibliothek. Im Ersten Weltkrieg war sie zehn Monate als Fürsorgeschwester beim Belgischen Roten Kreuz unter deutscher Verwaltung in Brüssel und Flandern tätig, wechselte dann als Büro- und Kanzleihilfsarbeiterin, zuletzt Lektorin, zur „Auslandshilfsstelle“ unter Leitung des Militär-Attachés an die Kaiserlich Deutsche Gesandtschaft in Den Haag. Von November 1918 bis Juli 1919 nahm sie eine journalistische Tätigkeit bei der Deutschen Allgemeinen Zeitung in Berlin auf; anschließend war sie freischaffende Journalistin, Kinderbuchautorin und Übersetzerin. Ihr Vater schenkte ihr 1916 eine Büdnerei in Althagen, heute Ortsteil von Ahrenshoop, wo die Familie bereits seit 1901 einen Sommersitz nutzte. Die Geschichte des Hauses beschrieb Käthe Miethe später in ihrem Buch Unterm eigenen Dach. 1923 veröffentlichte sie ihr erstes Jugendbuch, Die Smaragde des Pharao, eine Abenteuer- und Reisebeschreibung mit Fotografien ihres Vaters, einem der Pioniere auf dem Gebiet der Farbfotografie. In den Jahren der Weimarer Republik arbeitete sie als Journalistin und Übersetzerin, vor allem von skandinavischer Literatur. Nach dem Ausbruch der Weltwirtschaftskrise ging sie im November 1922 nach Norwegen, berichtete in vielen Beiträgen über das Land, das sie auch als Vertreterin für Buchhaltungsmaschinen bereiste. Im Oktober 1924 kehrte sie nach Deutschland zurück und arbeitete wieder für verschiedene Zeitungen. Norwegen besuchte sie erneut im Juli/August in den Jahren 1925 und 1929.
Käthe Miethe war Vorstandsmitglied im Bund deutscher Übersetzer, BdÜ. Dieser konstituierte sich 1929 als Sondergruppe bzw. Fachgruppe im seit 1909 bestehenden Schutzverband deutscher Schriftsteller, SdS. Neben ihr gehörten Erwin Magnus als Vorsitzender, Ida Jacob-Anders, Gertrud Isolani, Friedrich von Oppeln-Bronikowski, Lothar Schmidt (1862–1931) und Paul Wiegler zum Vorstand. 1931 gehörten dem BdÜ, der gegenüber dem SdS auf einer selbständigen Aufnahme von Mitgliedern bestand, 83 Übersetzer an; der Verband existierte bis 1933.
1936 siedelte Käthe Miethe von Berlin nach Althagen über; 1939/40 gab sie ihre Winterwohnung in Berlin auf. Die Kantorin der Wustrower Kirche, Inge Lettow, wurde ihre Lebensgefährtin. Käthe Miethe arbeitete als freischaffende Schriftstellerin und zeitweilig als Lektorin für den Carl Hinstorff Verlag Rostock.
Neben Kinder- und Jugendbüchern veröffentlichte sie vor allem Werke über ihre Wahlheimat, das Fischland, sowie als Herausgeberin über andere Gebiete der Ostseeküste. Einige ihrer Bücher, wie etwa Das Fischland, zählen bis heute zu den bekannten Werken der norddeutschen Heimatliteratur.
Die Bibliothek in Ahrenshoop trägt seit 2007 ihren Namen. Seit 2011 laden die Ostseebäder Wustrow und Ahrenshoop jeweils am 11. März (Geburtstag) und 12. März (Todestag) zu den Käthe-Miethe-Tagen ein. Im Althäger Hotel Saatmann findet regelmäßig der literarische Käthe-Miethe-Stammtisch statt.

## Werke

### Kinder- und Jugendbücher
- Die Smaragde des Pharao. Eine Abenteuerfahrt vom Nil zum Roten Meer. Reimer, Berlin 1923
- In das Eismeer verschlagen. Die Abenteuer von drei schiffbrüchigen Kameraden. Reimer, Berlin 1925
- So ist Lieselotte. Die Geschichte einer Primanerin. Schaffstein, Köln, 1931
- Gerda führt den Haushalt. Eine Erzählung für junge Menschen, Weichert, Berlin 1935
- Ein Stadtmädel wird Bäuerin. Ein Jungmädchenroman. Weichert, Berlin 1935
- Hanning sucht ihren Weg. Ein Jungmädchenroman. Weichert, Berlin 1936
- Flucht und Heimkehr. Ein Jungmädchenroman. Weichert, Berlin 1936
- Thildes Ferienkinder. Eine Erzählung. Weichert, Berlin 1937
- Das Soldatenkind. Ein Jungmädchenroman. Weichert, Berlin 1937
- Schifferkinder. Eine Erzählung. Weichert, Berlin 1937
- Was wird aus unserem Mädel. Ein Jungmädchenroman. Weichert, Berlin, 1937
- Friedel im Pflichtjahr. Schaffstein, Köln 1940 [ab 1949 u. d. Titel Friedel]
- Friedel und Claas. Eine Jugenderzählung. Schaffstein, Köln 1941
- Lenings Entscheidung. Schaffstein, Köln 1942
- Das ferne Ziel. Eine Erzählung für Mädchen. Schaffstein, Köln 1943
- Die Kinder vom Lindenhof. Eine Erzählung. Schaffstein, Köln 1944
- Kamerad in der Not. Nach einer Begebenheit erzählt. Schaffstein, Köln 1947
- Zur rechten Stunde. Eine Erzählung für Mädchen. Schaffstein (Copyright 1944), Köln 1948
- Unser neues Leben. Eine Jugenderzählung. Schaffstein, Köln 1949
- Zu den „Glücklichen Inseln“. Thomas Helms Verlag, Schwerin 2017. ISBN 978-3-944033-48-8
- Die Herrgottsuhr. ergänzt durch Arbeiten Käthe Miethes im Feuilleton deutscher Zeitungen Thomas Helms Verlag, Schwerin 2019. ISBN 978-3-944033-52-5
- Alle, die mir sind verwandt. Ergänzt durch drei Essays von Marie Miethe zur Familiengeschichte Thomas Helms Verlag, Schwerin 2024. ISBN 978-3-944033-86-0

### Romane, Erzählungen, Heimat- und Sachbücher
- Das Haus ohne Kinder. Roman, Universitas, Berlin 1939
- Unterm eigenen Dach. Zwei Erzählungen aus dem Fischland. Petermänken, Schwerin 1949,
[Neuausgabe: Unter eigenem Dach. Zwei Erzählungen vom Fischland. Verlag Atelier im Bauernhaus, Fischerhude 1993. ISBN 3-88132-600-6]
- Das Fischland. Ein Heimatbuch. Hinstorff, Rostock 1949
- Bark Magdalene. Ein Fischländer Heimatroman. Hinstorff, Rostock 1951
- Die Flut. Bilder vom alten Ahrenshoop. Roman. Hinstorff, Rostock 1953
- Auf großer Fahrt. Die Navigationsschule zu Wustrow auf Fischland. Hinstorff, Rostock 1956
- Der erste Rang. Erzählung. Hinstorff, Rostock 1957
- Rauchfahnen am Horizont. Roman einer Seemannsfamilie. Hinstorff, Rostock 1959
- … und keine Möwe fliegt allein. Erzählung. Hinstorff, Rostock 1960
- Hiddensee. Mit Aufnahmen von Gerhard Vetter, Hinstorff, Rostock 1961

### Als Herausgeberin
- Arnold Gustavs: Die Insel Hiddensee. Hinstorff, Rostock 1952
- Wolfgang Rudolph: Die Insel Rügen. Hinstorff, Rostock 1953
- Wolfgang Rudolph: Stralsund. Die Stadt am Sund. Hinstorff, Rostock 1955
- Gerta Anders: Die Halbinsel Darß und Zingst. Hinstorff, Rostock 1955

### Als Übersetzerin
- P. J. Cohen de Vries: Barn fra min klasse. Fra hollandsk. (mit Elise Lund). Norlis Forlag, Kristiania 1923
- Gabriel Scott: Und Gott ...? Aus dem Norwegischen. 1. Auflage. Quitzow, Lübeck 1927 [2. Auflage: Schünemann, Bremen (1932?)]
- Bertha Holst: Vibe. Ein Mädchenleben. Aus dem Dänischen. Schaffstein, Köln 1929
- Gabriel Scott: Kristofer mit dem Zweig. Roman. Aus dem Norwegischen. 1. Auflage. Quitzow, Lübeck 1929 [2. Auflage: Schünemann, Bremen (1934)]
- Gabriel Scott: Das eiserne Geschlecht. Roman. Aus dem Norwegischen. Schünemann, Bremen 1929
- Gabriel Scott: Die Quelle des Glücks oder Der Brief vom Fischer Markus. Aus dem Norwegischen. Schünemann, Bremen (1930)
[1. Auflage, übersetzt von Adolf Miethe, Lintz-Verlag, Trier 1925]
- Bertha Holst: Jugendlieben. Ein Roman für junge Menschen. Aus dem Dänischen. Schaffstein, Köln 1930
[Kameraden fürs Leben. (nur neuer Titel), Schaffstein, Köln 1936]
- Gabriel Scott: Die kleine Terz. Lustige Jungengeschichten. Aus dem Norwegischen. Schaffstein, Köln 1930
- Gabriel Scott: Jonas sorgt für drei. Eine Jungengeschichte. Aus dem Norwegischen. Schaffstein, Köln 1931
- Gabriel Scott: Kari. Eine Mädchengeschichte. Aus dem Norwegischen. Schaffstein, Köln 1933
- Gabriel Scott: The Burden of Iron. From the Norwegian (mit Winifred Katzan). Hutchinson, London 1935
- Gabriel Scott. Vier Puppen ziehen in die Welt. Aus dem Norwegischen. Schaffstein, Köln 1935
- Kristian Elster: Jon Maar und die Juristen. Roman. Aus dem Norwegischen. Neff, Berlin 1938
- Halvor Floden: Harald und Ingrid. Eine Kinderfreundschaft. Aus dem Norwegischen. Schaffstein, Köln 1939
- Halldis Moren: Du mußt es tun! Aus dem Norwegischen. Schaffstein, Köln 1940
- Anke Servaes: Kindersaal. Roman. Aus dem Holländischen. Droste, Düsseldorf 1942
- Lars Hansen: Tromsöer Seeteufel. Roman. Neu übersetzt von Käthe Miethe, Schaffstein, Köln 1950
- Halvor Floden: Das Mädchen von der Landstraße. Aus dem Norwegischen. Schaffstein, Köln 1950
- Halvor Floden: Ungleiche Freunde. Aus dem Norwegischen. Schaffstein, Köln 1952

Von Käthe Miethes Büchern wurden übersetzt
- Slik er Liselotte. Oversatt av Johanne Grieg, Gyldendal, Oslo 1932
- Lieselotte. En berättelse om ungdom av i dag. Översättning av Gundia Johannson, Ahlen + Söners, Stockholm 1935
- Borte bra – hjemme best. Oversatt av Mimi Sverdrup Lunden, Aschehoug, Oslo 1938
- Liselotte. En berättelse om ungdom av i dag. Sörlins Flickböcker Nr. 17, Sörlins Förlag, Norrköping 1941

Weitere, von Käthe Miethe zusammengefasste und übersetzte Bücher, erschienen im Ausland ohne Hinweis auf sie
- Gabriel Scott: Mala troika. Ljubljani 1931
- Gabriel Scott: Jonass gada par trim. Riga 1939; Jonas zorgt voor drie. Naarden (1950); Hollenzki – Jonas. Reykjavík, 1962
- Halvor Floden: Harald a Ingrida. Zlin 1944; L'amico di Ingrid. Firenze 1952; Havard og Kari. Kobenhavn 1953
- Gabriel Scott: Kari. Hoorn 1959

Beiträge von Käthe Miethe aus Zeitungen und Zeitschriften gesammelt
- Cornelia Crohn (Hrsg.): Die Welt im Dorf ist groß. Verstreute Texte. BS-Verlag, Bargeshagen 2006, ISBN 978-3-89954-241-7
- Helmut Seibt (Hrsg.): Damals in Althagen. Der Geheimrat Adolf Miethe mit seiner Familie in der Sommerfrische 1901 bis 1927. Scheunen-Verlag, Kükenshagen 2007, ISBN 978-3-938398-51-7
- Helmut Seibt (Hrsg.): Unser Haus in Althagen. Der Geheimrat Adolf Miethe mit Familie von 1901 bis 1927 auf dem Fischland. 2. erw. Auflage, Verlag Atelier im Bauernhaus, Fischerhude 2015, ISBN 978-3-88132-979-8
- Cornelia Crohn (Hrsg.): Die Dinge kommen. Ansichten vom Fischland und der Welt. Essays. 2. überarb. Auflage, edition KÄTHE ART Fischland 2017, (3. Auflage, getian Verlag, Berlin 2017, ISBN 978-3-9816715-4-4)

Unveröffentlichtes Manuskript
- Alle, die mir sind verwandt. Geplant für die Reihe Du und Dein Nächster. Verlag Die Pforte, Lautenthal-Wolfenbüttel, Abgabe August 1946 (posthum veröffentlicht 2024 im Thomas Helms Verlag Schwerin)